# میلک‌من من
میلک‌من من (به انگلیسی: MILKMAN MAN) یک شخصیت خیالی درسری کتاب‌های کمیک آمریکایی منتشر شده توسط دی‌سی کامیکس است این شخصیت یک کپی ناقص از کهن‌ترین روایت‌های شخصیت ابرقهرمان سوپرمن است و اولین بار در سری لیگ عدالت آمریکا/دووم پاترول حضور پیدا کرد.
دستکاری داستان های کمیک ( به جز داستان سوپرمن)‌‌‌‌‌‌‌

## تاریخچه
میلک‌من من یه کپی ناقص از روایت سوپرمن است که توسط شرکت رتکن ساخته و پذیرفته شده، و با تأثیر شیر آن‌ها اورا ساختند، میلک‌من من یک کپی از روایت سوپرمن است که بیش از حد خونین است اما او در بهشت نهایی وجود دارد که به اور ووید به عنوان یک داستان نگاه می‌کند، او به دلیل دستکاری هنری خود در جین دیوانه، خود اُور ووید را صرفاً یک داستان می‌دانست، میلک‌من من توانست در بهشت نهایی با بسیاری از طبقات دست به دست شود و شیر او توانست تمام تداوم دیسی را نجات دهد!
رتکن ها سازندگان میلکمن من بودند و کسانی بودند که درلبه دیسی درکنار اور وید بودند(بهشت نهایی کنار اوور وید است)آنها اوور وویدرابه طور دلخواه تغییر می‌دادند، رتکن ها میلکمن من را برای شکست دادن دشمنانشان ساختند میلکمن من واقعیت را در سطح فراتر از اور ووید بااستفاده از شیری که توزیع میکرد تغییر میداد، اما وجود میلکمن من درنهایت توسط رتکن ها که سازندگانش بودند پاک شداما گفته شده که او هنوز دربهشت نهایی وجود دارد.
میلکمن من در برابر ضربه ای ایستادومقاومت کرد که میتوانست کل دنیای دیسی را نابود کند.